# Traccia (Napoli)
Traccia è una zona di Napoli che fa parte del quartiere di Poggioreale, prende il nome dall'omonima via Traccia di Poggioreale. Una gran parte è compresa nella cosiddetta Zona Industriale.

## Geografia fisica
Traccia è una zona situata a sud-est del quartiere di Poggioreale, a nord-est della Zona Industriale, in una zona di fronte al rione Luzzatti divisa dalla ferrovia Roma-Cassino-Napoli.

## Società
Proprio come il Rione Luzzatti, tra il 1924 e il 1925 la zona venne bonificata su proposta del deputato Emanuele Gianturco. A Traccia sono presenti numerose case operaie edificate durante il periodo fascista, poiché il rione è integrato nella zona industriale della città, possiede anche alcune fabbriche ed edifici industriali.

## Collegamenti

### Strade
La zona è attraversata in gran parte dalla via Traccia di Poggioreale e da via del Macello, Traccia è inoltre servita dalla strada statale 162 dir del Centro Direzionale e dalla sua uscita nella zona industriale.

### Ferrovie
La zona è dotata della stazione di Traccia sulla ferrovia Roma-Cassino-Napoli, servita dalla Linea 2 della ferrovia metropolitana di Napoli.